# Молодіжна збірна Росії з футболу
Молодіжна збірна Росії з футболу (рос. Молодёжная сборная России по футболу) — національна футбольна збірна Росії гравців віком до 21 року (U-21), яка підпорядкована Російському футбольному союзу.
28 лютого 2022 року, згідно рекомендації Міжнародного олімпійського комітету, ФІФА та УЄФА відсторонили російські збірні та клуби від участі в усіх змаганнях під своєю егідою через повномасштабне російське вторгнення в Україну. Апеляція рішення в САС була відхилена.

## Виступи на чемпіонатах Європи
| Фінальні раунди | Фінальні раунди         | Фінальні раунди         | Фінальні раунди         | Фінальні раунди         | Фінальні раунди         | Фінальні раунди         | Фінальні раунди         |                         |
| Рік             | Раунд                   | І                       | В                       | Н                       | П                       | МЗ                      | МП                      |                         |
| --------------- | ----------------------- | ----------------------- | ----------------------- | ----------------------- | ----------------------- | ----------------------- | ----------------------- | ----------------------- |
| 1994            | Чвертьфінал             | 2                       | 0                       | 0                       | 2                       | 0                       | 3                       |                         |
| 1996            | Не пройшла кваліфікацію | Не пройшла кваліфікацію | Не пройшла кваліфікацію | Не пройшла кваліфікацію | Не пройшла кваліфікацію | Не пройшла кваліфікацію | Не пройшла кваліфікацію | Не пройшла кваліфікацію |
| 1998            | Чвертьфінал             | 1                       | 0                       | 0                       | 1                       | 0                       | 1                       |                         |
| 2000            | Не пройшла кваліфікацію | Не пройшла кваліфікацію | Не пройшла кваліфікацію | Не пройшла кваліфікацію | Не пройшла кваліфікацію | Не пройшла кваліфікацію | Не пройшла кваліфікацію | Не пройшла кваліфікацію |
| 2002            | Не пройшла кваліфікацію | Не пройшла кваліфікацію | Не пройшла кваліфікацію | Не пройшла кваліфікацію | Не пройшла кваліфікацію | Не пройшла кваліфікацію | Не пройшла кваліфікацію | Не пройшла кваліфікацію |
| 2004            | Не пройшла кваліфікацію | Не пройшла кваліфікацію | Не пройшла кваліфікацію | Не пройшла кваліфікацію | Не пройшла кваліфікацію | Не пройшла кваліфікацію | Не пройшла кваліфікацію | Не пройшла кваліфікацію |
| 2006            | Не пройшла кваліфікацію | Не пройшла кваліфікацію | Не пройшла кваліфікацію | Не пройшла кваліфікацію | Не пройшла кваліфікацію | Не пройшла кваліфікацію | Не пройшла кваліфікацію | Не пройшла кваліфікацію |
| 2007            | Не пройшла кваліфікацію | Не пройшла кваліфікацію | Не пройшла кваліфікацію | Не пройшла кваліфікацію | Не пройшла кваліфікацію | Не пройшла кваліфікацію | Не пройшла кваліфікацію | Не пройшла кваліфікацію |
| 2009            | Не пройшла кваліфікацію | Не пройшла кваліфікацію | Не пройшла кваліфікацію | Не пройшла кваліфікацію | Не пройшла кваліфікацію | Не пройшла кваліфікацію | Не пройшла кваліфікацію | Не пройшла кваліфікацію |
| 2011            | Не пройшла кваліфікацію | Не пройшла кваліфікацію | Не пройшла кваліфікацію | Не пройшла кваліфікацію | Не пройшла кваліфікацію | Не пройшла кваліфікацію | Не пройшла кваліфікацію | Не пройшла кваліфікацію |
| 2013            | Груповий раунд          | 3                       | 0                       | 0                       | 3                       | 2                       | 8                       |                         |
| 2015            | Не пройшла кваліфікацію | Не пройшла кваліфікацію | Не пройшла кваліфікацію | Не пройшла кваліфікацію | Не пройшла кваліфікацію | Не пройшла кваліфікацію | Не пройшла кваліфікацію | Не пройшла кваліфікацію |
| 2017            | Не пройшла кваліфікацію | Не пройшла кваліфікацію | Не пройшла кваліфікацію | Не пройшла кваліфікацію | Не пройшла кваліфікацію | Не пройшла кваліфікацію | Не пройшла кваліфікацію | Не пройшла кваліфікацію |
| 2019            | Не пройшла кваліфікацію | Не пройшла кваліфікацію | Не пройшла кваліфікацію | Не пройшла кваліфікацію | Не пройшла кваліфікацію | Не пройшла кваліфікацію | Не пройшла кваліфікацію | Не пройшла кваліфікацію |
| 2021            | Груповий раунд          | 3                       | 1                       | 0                       | 2                       | 4                       | 6                       |                         |
| 2023            | Відсторонена від участі | Відсторонена від участі | Відсторонена від участі | Відсторонена від участі | Відсторонена від участі | Відсторонена від участі | Відсторонена від участі | Відсторонена від участі |
| 2025            | Відсторонена від участі | Відсторонена від участі | Відсторонена від участі | Відсторонена від участі | Відсторонена від участі | Відсторонена від участі | Відсторонена від участі | Відсторонена від участі |
| Разом           | 4/17                    | 9                       | 1                       | 0                       | 8                       | 6                       | 18                      |                         |

## Матчі після початку повномасштабного вторгнення в Україну
28 лютого 2022 року ФІФА відсторонила збірну від участі в усіх змаганнях під своєю егідою через повномасштабне російське вторгнення в Україну. Після цього команда має можливість грати лише товариські матчі.
| 21 серпня 2022 |

| Білорусь | 1:6      | Росія |
| -------- | -------- | ----- |
|          | Протокол |       |

| Борисов (Білорусь) Глядачів: 176 Арбітр: Павло Коронець (Білорусь) |

| 24 серпня 2022 |

| Росія | 2:1      | Казахстан |
| ----- | -------- | --------- |
|       | Протокол |           |

| Мінськ ( Білорусь) Глядачів: 100 Арбітр: Віктор Шимусік ( Білорусь) |

| 16 листопада 2022 |

| Сербія | 0:4      | Росія |
| ------ | -------- | ----- |
|        | Протокол |       |

| Новий Сад (Сербія) Арбітр: Мілан Стефанович (Сербія) |

| 15 червня 2023 |

| Білорусь | 5:1      | Росія |
| -------- | -------- | ----- |
|          | Протокол |       |

| Борисов (Білорусь) Глядачів: 2500 Арбітр: Віктор Шимусік (Білорусь) |

| 8 вересня 2023 |

| Узбекистан | 3:3      | Росія |
| ---------- | -------- | ----- |
|            | Протокол |       |

| Бухара (Узбекистан) Глядачів: 4 824 Арбітр: Рустам Лутфуллін (Узбекистан) |

| 11 вересня 2023 |

| Узбекистан | 0:2      | Росія |
| ---------- | -------- | ----- |
|            | Протокол |       |

| Бухара (Узбекистан) Глядачів: 2 978 Арбітр: Ілгіз Танташев (Узбекистан) |

| 12 жовтня 2023 Неофіційний матч |

| «СКА Бразіл» U-20 | 2:2      | Росія |
| ----------------- | -------- | ----- |
|                   | Протокол |       |

| Сантана-де-Парнаіба (Бразилія) |

| 13 жовтня 2023 Неофіційний матч |

| «Палмейрас» U-20 | 1:3      | Росія |
| ---------------- | -------- | ----- |
|                  | Протокол |       |

| Сан-Паулу (Бразилія) |

| 14 жовтня 2023 Неофіційний матч |

| «Сантус» U-20 | 4:6      | Росія |
| ------------- | -------- | ----- |
|               | Протокол |       |

| Сантус (Бразилія) |

| 16 жовтня 2023 Неофіційний матч |

| «Сан-Паулу» U-20 | 1:1      | Росія |
| ---------------- | -------- | ----- |
|                  | Протокол |       |

| Котія (Бразилія) |

| 15 листопада 2023 |

| Білорусь | 1:3      | Росія |
| -------- | -------- | ----- |
|          | Протокол |       |

| Гомель (Білорусь) Глядачів: 10 100 Арбітр: Антон Лашук (Білорусь) |

| 21 березня 2024 |

| Уругвай U-20 | 0:1      | Росія |
| ------------ | -------- | ----- |
|              | Протокол |       |

| Монтевідео (Уругвай) Арбітр: Кевін Фонтес (Уругвай) |

| 23 березня 2024 Неофіційний матч |

| «Насьйональ» U-21 | 2:7      | Росія |
| ----------------- | -------- | ----- |
|                   | Протокол |       |

| Монтевідео (Уругвай) |

| 25 березня 2024 Неофіційний матч |

| «Монтевідео Сіті Торке» U-21 | 2:1      | Росія |
| ---------------------------- | -------- | ----- |
|                              | Протокол |       |

| Монтевідео (Уругвай) |

| 6 вересня 2024 |

| В'єтнам | 0:3      | Росія |
| ------- | -------- | ----- |
|         | Протокол |       |

| Ханой (В'єтнам) |

| 9 вересня 2024 |

| В'єтнам | 0:2      | Росія |
| ------- | -------- | ----- |
|         | Протокол |       |

| Ханой (В'єтнам) |

| 11 жовтня 2024 |

| КНР | 0:6      | Росія |
| --- | -------- | ----- |
|     | Протокол |       |

| Хуанши (КНР) Глядачів: 0 |

| 14 жовтня 2024 |

| КНР | 0:1      | Росія |
| --- | -------- | ----- |
|     | Протокол |       |

| Хуанши (КНР) Глядачів: 0 |

| 22 березня 2025 |

| Колумбія U-20 | 1:0      | Росія |
| ------------- | -------- | ----- |
|               | Протокол |       |

| Юмбо (Колумбія) |

| 23 березня 2025 |

| Колумбія U-20 | 2:2      | Росія |
| ------------- | -------- | ----- |
|               | Протокол |       |

| Калі (Колумбія) |

| 5 червня 2025 |

| Узбекистан | 0:3      | Росія |
| ---------- | -------- | ----- |
|            | Протокол |       |

| Фергана (Узбекистан) Арбітр: Хушнуд Суюнбоєв (Узбекистан) |

| 8 червня 2025 |

| Узбекистан | 3:6      | Росія |
| ---------- | -------- | ----- |
|            | Протокол |       |

| Фергана (Узбекистан) |

## Тренери збірної
| 1992—1993 | Борис Ігнатьєв      |
| 1994—1998 | Михайло Гершкович   |
| 1998—1999 | Леонід Пахомов      |
| 2000—2001 | Валерій Гладілін    |
| 2001—2002 | Валерій Газзаєв     |
| 2002—2005 | Андрій Чернишов     |
| 2006      | Олександр Бородюк   |
| 2007—2008 | Борис Стукалов      |
| 2008—2010 | Ігор Коливанов      |
| 2010—2015 | Микола Писарев      |
| 2015      | Дмитро Хомуха       |
| 2016      | Микола Писарев      |
| 2017—2018 | Євген Бушманов      |
| 2018—2023 | Михайло Галактіонов |
| 2023—     | Іван Шабаров        |